# 我流旋風
『我流旋風』（がりゅうせんぷう）は、2006年7月12日に発売されたMEGARYUの6作目のアルバム（フルアルバムとしては2枚目）。ヨコハマタイヤECOタイヤDNA CMソングとして話題となった「Day by Day」も収録。
オリコン週間アルバムチャートでは初登場2位を記録。翌週に1位へと上昇し、グループ初となる1位を記録した。

## 収録曲
全作詞・作曲:MEGARYU
1. まっかっか
2. この先もずっと〜Brother & Sister〜
3. I・N・G
4. ひとりじゃない
5. ヤベクレトベ
6. 革命マイセルフ
7. 懐メロ
8. Day by Day
9. カンチGuy
10. 全震全霊 (ALBUM Ver.)
11. その時がくるまで
12. I miss you (ALBUM Ver.)
13. 心のオアシス